# Seçköy, Osmangazi
Seç là một xã thuộc huyện Osmangazi, tỉnh Bursa, Thổ Nhĩ Kỳ. Dân số thời điểm năm 2011 là 655 người.